# Xyletobius forelii
Xyletobius forelii là một loài bọ cánh cứng thuộc họ Ptinidae.